# 4-methylcyclohexanol
4-methylcyclohexanol is een organische verbinding met als brutoformule C7H14O. Het is een kleurloze vloeistof, die slecht oplosbaar is in water. De stof is licht irriterend voor de ogen en de huid. Blootstelling aan hoge dampconcentraties kan irritatie van de ogen en de bovenste luchtwegen veroorzaken.
Van de stof bestaan twee isomeren, aangeduid als de cis- en de trans-vorm. In de cis-vorm bevinden de hydroxyl- en de methylgroep zich aan dezelfde zijde van het vlak van de zesring, in de trans-vorm aan verschillende kanten.